# Elvira Aldao de Díaz
Elvira Aldao de Díaz (Rosario, 1858–Mar del Plata, 14 de mayo de 1950) fue una escritora argentina de la Generación del 80, que retrató en sus escritos las prácticas de sociabilidad de la élite argentina de su época.

## Biografía
Era hija de Inés Nicolorich y Camilo Aldao, un militar argentino. Nacida en Rosario, transcurrió su infancia en Buenos Aires, donde asistió al colegio. Su familia tenía varias propiedades en Mar del Plata. Sus estancias durante el verano inspiraron una de sus obras, Veraneos marplatenses.
Al finalizar el colegio, Elvira regresó a su ciudad natal. 
Se casó con su pariente Manuel Díaz. 
En 1912 viajó a Europa.
Frecuentó diferentes personalidades de la élite de la época, incluyendo políticos como Aristóbulo del Valle y Lisandro de la Torre.

## Obras
- Mientras ruge el huracán.
- Horas de guerra y horas de paz.
- Veraneos marplatenses : de 1887 a 1923.
- Esplendores del Centenario : relatos de la elite argentina desde Europa y Estados Unidos.
- Recuerdos dispersos.
- Reminiscencias sobre Aristóbulo del Valle.
- Cartas íntimas (correspondencia con Lisandro de la Torre).
- Recuerdos de antaño.
- Cartas de dos amigas (1935).[5]
- París : 1914-1919.